# 토요타 GR010 하이브리드
토요타 GR010 하이브리드(영어: Toyota GR010 Hybrid)는 FIA 월드 지구력 챔피언십에서 2021년 르망 하이퍼카 규칙을 위해 개발된 스포츠 프로토타입 레이싱 카이다. 2016년부터 2020년까지 WEC에 참가해 2018년부터 2020년까지 르망 24시 레이스에서 2회의 WEC 세계 타이틀과 3년 연속 우승을 달성한 토요타 TS050 하이브리드의 후속 차종이다. 2021년 1월 15일에 온라인을 통해 공개되었다.